# Sten-Ove Bergwall
Sten-Ove Bergwall, född 25 maj 1940 i Bergvik, Gävleborgs län, är en svensk journalist och författare. 
Bergwall växte upp i Elfvik (numera Ellervik) och gick i skolan i Falun. Han avlade  journalistexamen i Göteborg 1963 samt fil. kand. i Uppsala. Han medarbetade från 17 års ålder i Dala-Demokraten, och var medarbetare i Dala Gymnasistförenings tidskrift Galder 1957–1961. Han bokdebuterade i den litterära kalendern Kentaur våren 1959. 
Han gifte sig andra gången (1995) med Ingegerd f. Larsson, död 7 jan. 2020. Han är bror till Sture Bergwall. I början av 2010-talet flyttade Bergwall till Undersåter och under tiden stöttade han brodern under dennes resningsprocess.